# Paul Watkins
Paul Alan Watkins (25 de enero de 1950 – 3 de agosto de 1990) fue un miembro de "La Familia" de Charles Manson. En el periodo previo al juicio de Manson por los asesinatos Tate-LaBianca, Watkins proporcionó a la fiscalía información que aclaró que el motivo fue dar inicio al Helter Skelter.

## De fondo
Según él mismo, Paul Watkins vivió "una infancia bastante estándar estadounidense de clase media" incluyendo pertenecer a una devota familia cristiana. Sus primeros años los pasó en Sidón, Líbano, donde su padre trabajaba en un oleoducto.
El traslado al Líbano tuvo lugar cuando Watkins era muy niño. Después de cuatro años, la familia se mudó a Beaumont, Texas, y después a Thousand Oaks, California. Allí, el pequeño Watkins, el tercero de seis hermanos, disfrutaba asistiendo a la iglesia y yendo de excursión a los robledales cerca de su casa.
Con la adolescencia, Watkins se convirtió en un estudiante de la Biblia y participó activamente en organizaciones juveniles y campamentos de iglesias. Desde los 13 años, se implicó en el evangelicalismo, al principio porque le gustaba la música y el canto. Después, tras entrar en el instituto, sus intereses musicales se convirtieron en una "pasión"; mientras sus intereses religiosos habían "menguado."
Watkins abandonó el instituto durante su último año, cuando funcionarios escolares angustiados al descubrir que había empezado a consumir drogas psicodélicas rescindieron su puesto como presidente del cuerpo estudiantil, una posición que había ocupado en todos los grados desde el primero al undécimo. Considerando los estudios menos interesantes que la música y la marihuana, se convirtió en, como él mismo escribió más tarde, "un niño de las flores fugitivo en busca de la iluminación y la verdad." En la misma semana de diciembre de 1967 en que fue puesto en libertad condicional después de un arresto por posesión de marihuana, dos amigos suyos regresaron muertos de la Guerra de Vietnam.

## Uniéndose a la Familia
El 16 de marzo de 1968, varios meses después de su salida del instituto y del hogar, Watkins conoció a Charles Manson en Topanga Canyon, en una casa donde Manson y varios miembros de su grupo habían entrado. Watkins había ido a la casa para visitar a un amigo que resultó ya no vivir allí. Después de disfrutar de una chocolatina, zarzaparrilla, marihuana, y una noche de sexo en grupo, Watkins se fue.
Para él, siguieron tres meses y medio inmerso en el ambiente hippie, la mayor parte de ellos se dedicó a cuidar de una granja cerca de Big Sur cuyo dueño le había recogido haciendo autostop antes de ir a Hawái. Watkins después regresó al área de Los Ángeles, dónde, en una esquina del Valle de San Fernando, fue reconocido y recogido por un autobús escolar pintado de negro, conducido por las mismas dos chicas Manson que le habían saludado en la puerta de la casa de Topanga Canyon. Le llevaron al nuevo refugio de la Familia en el Rancho Spahn, cerca de Chatsworth, mientras una de ellas le aseguraba que Manson era Jesucristo. Era el 4 de julio de 1968.
Watkins se quedó con la Familia y se convirtió en lugarteniente de Manson. El 31 de octubre, fue con los demás en el autobús escolar del grupo hasta Golar Wash, cerca del Valle de la Muerte. Allí, durante varios días, Manson acondicionó dos bases más para el grupo en dos ranchos abandonados (o poco utilizados), Myers y Barker.

## Guerra anunciada
En la víspera de año Nuevo de 1968, Watkins y los demás miembros de la Familia estaban alrededor de una fogata en el Rancho Myers cuando Manson pronunció su profecía del Helter Skelter. Desde hacía un tiempo, Manson había estado pronosticando que los negros se sublevarían e iniciarían una violenta rebelión contra los blancos en las ciudades de Estados Unidos. Ahora, explicó que sus admirados Beatles, también estaban haciendo esa predicción, con la canción "Helter Skelter" de su Álbum Blanco. Más que eso, el grupo musical quería que Manson y la Familia crearan su propio álbum, para provocar los acontecimientos predichos:
"Estás de acuerdo con lo que los Beatles están diciendo?… Cállate, lo están diciendo como está. Saben qué está pasando en la ciudad; los negros están preparándose. Pusieron la revolución en la música…  es ‘Helter Skelter'. Helter Skelter está viniendo. Hey, su álbum está preparando al joven amor [la juventud de Estados Unidos] a punto, hombre, acumulando vapor. Nuestro álbum sacará el corcho de la botella."
Al poco, Manson trasladó a la Familia a una casa en Canoga Park donde emprendieron los preparativos para el Helter Skelter. Trabajaron en la música para su pretendido álbum y empezaron a modificar buggies y otros vehículos para su escapada al Valle de la Muerte en cuanto comenzaran los disturbios, dónde, según la versión completa de la profecía, sobrevivirían a esa guerra racial.
Watkins, como los otros, se tomó la profecía bastante seriamente. Un día, mirando por una ventana de la casa en Canoga Park, se preguntó si la violencia del Helter Skelter alcanzaría a la Familia. De hecho, fue aparentemente su miedo a que el grupo se estuviera demorando demasiado en el área de Los Ángeles que pronto sería arrasada por la guerra lo que le incitó, a finales de junio de 1969, a preguntar a Manson cuándo el grupo partiría hacia el desierto. Manson le aseguró que el Helter Skelter estaba "a punto de suceder." "Tiene que pasar pronto," le dijo Manson, añadiendo, con un guiño, que la Familia podría tener "que mostrar a los negros cómo hacerlo."

## Indecisión
El comentario del líder perturbó a Watkins, que no tuvo ningún problema en reconocerlo como una indicación de que la Familia debería emprender asesinatos. Cuando Manson le ordenó transportar varios suministros a los campamentos del desierto, Watkins aprovechó la oportunidad para escapar. Al mismo tiempo, estaba inseguro sobre abandonar la comuna; "mis entrañas estaban ligadas a Charlie y la Familia en maneras que no había empezado a poner en orden."
En el rancho Barker, Watkins cayó bajo la influencia de Paul Crockett, un minero de mediana edad que, con sus propias reflexiones metafísicas, había empezado a influir en un miembro masculino, Brooks Poston, y un miembro femenino, Juanita Wildebush, de la Familia que se habían quedado vigilando el campamento del desierto. Regresando brevemente al rancho Spahn, Watkins cambió su relación con Manson utilizando una sugerencia de Crockett; le pidió a Manson "[lo libere de todos] sus acuerdos."
A los pocos días, Watkins había regresado al rancho Barker, con Crockett y los otros. Sobre un mes más tarde, el 9 de agosto de 1969, el grupo vio una emisión televisiva mientras estaban en Kingman, Arizona, con planes para hacer un poco de minería allí. El parte informaba sobre los asesinatos en Cielo Drive, que habían tenido lugar en Los Ángeles por la noche. "No sería algo así lo que haría el viejo Charlie?" dijo Crockett, a quien Watkins y los otros habían informado sobre el Helter Skelter. Aunque el comentario le dio un escalofrío, Watkins lo rechazó como un mal chiste.
Al día siguiente, en un artículo de un periódico de Las Vegas sobre los asesinatos LaBianca, los cuales también habían tenido lugar por la noche, Watkins leyó que la policía rechazaba una conexión entre ambos crímenes y que un sospechoso en los asesinatos en Cielo Drive ya estaba bajo custodia. (El sospechoso era William Garretson, un joven empleado como jardinero y guardés de la finca donde el suceso tuvo lugar y fue la única persona encontrada viva por la mañana después de los asesinatos. El 11 de agosto, habiendo sido efectivamente rechazado como sospechoso,  fue liberado del arresto). La noticia no indicaba que las palabras "Healter [sic] Skelter" habían sido escritas con sangre en la casa de los asesinados LaBianca, porque tal información no había sido filtrada a la prensa.

## Vacilación
A las pocas semanas de los asesinatos, Manson y los miembros de la Familia se habían mudado a Golar Walsh, que empezaron a fortificar para sobrevivir al Helter Skelter. Durante un mes, Manson, situado en el rancho Myers, compitió con Crockett por la influencia psicológica sobre los miembros de la Familia que habían caído en la órbita del minero. Manson desplegó sobre sus mujeres todos sus señuelos sexuales, emprendió visitas intimidantes en que él y otros disparaban escopetas en el rancho Barker, y se enfrentó con Crockett en discusiones abstractas. Un tercer miembro masculino de la Familia se acercó a Crockett, mientras que la miembro femenina de la Familia que había caído bajo su influencia había dejado el área con un amigo, con quien se casó de inmediato.
Watkins continuaba vacilando. Tocaba música con la Familia, hizo el amor con una de las chicas del grupo, y declinaba rechazar el Helter Skelter. Pero cuando, por ejemplo, Manson le pidió que se uniera a los esfuerzos por encontrar la entrada al escondite subterráneo en que la Familia supuestamente debería sobrevivir al cataclismo, se negó a hacerlo. Incluso después de que Watkins ayudara a dos de las chicas del grupo a dejar el área, la relación con Manson sobrevivió, aunque el incidente provocó que Manson le amenazara con un cuchillo y una pistola.
El punto de ruptura llegó una noche en que Manson se arrastró de rodillas y manos hasta la cabaña del rancho Barker. Afuera estaban Bruce Davis y Tex Watson, ambos serían finalmente condenados por los asesinatos que ya habían cometido bajo la dirección de Manson. Aunque Manson se sintió humillado cuando Crockett, Watkins, y los otros dos desertores se despertaron antes de que pudiera hacer nada los cuatro evidentemente concluyeron que las cosas podían ponerse aún más peligrosas que hasta entonces. Watkins y los otros tres pronto dejaron el rancho Barker. Al poco, Watkins se había unido a dos de ellos en la oficina del sheriff local.

## Elección para testificar
En la segunda semana de octubre de 1969, justo después de que Watkins abandonara Golar Walsh, los ranchos fueron allanados por la policía. Manson y otros fueron arrestados por robo de vehículos y otros cargos que no tenían conexión alguna con los asesinatos. Sin embargo, a mediados de noviembre, Manson y los miembros de la Familia se habían convertido en los principales sospechosos de los crímenes Tate-LaBianca. La resolución del caso fue anunciada por la LAPD a principios de diciembre.
Para Navidad, Watkins le había contado a la oficina del Fiscal de distrito de Los Ángeles todo lo que sabía de las actividades de la Familia. Relató una admisión de Manson, hecha poco después del grupo mudarse al desierto, de su participación en el asesinato del capataz del rancho Spahn Donald "Shorty" Shea, asesinado poco después de los crímenes Tate-LaBianca. A pesar de ello, el lazo entre Watkins y la Familia no se rompió. Watkins visitó a Manson en la prisión del Condado de Los Ángeles y se instaló con varios miembros de la Familia en una casa en Van Nuys. Continuó visitando a Manson y actuando como mensajero entre él y sus discípulas demandadas. Además, asumió una especie de liderazgo sobre los miembros aún fieles de la Familia.
A finales de marzo de 1970, Watkins los abandonó, tras una violenta discusión con un trío de chicas Manson. Esto sucedió en el rancho Spahn, al cual el grupo había regresado. Las chicas habían sabido sobre las declaraciones de Watkins a los agentes de la ley y que el abogado de Manson había obtenido a través de un movimiento inevitable. Tildado de "Judas", Watkins se fue. Más tarde esa noche, resultó quemado en el fuego que se desató en la furgoneta Volkswagen en la que dormía. Estaba "inseguro del origen del incendio" que podría haber sido causado por una vela que había utilizado para leer o un cigarrillo de marihuana que había estado fumando antes de quedarse dormido. Un miembro de la Familia reclamó más tarde haber provocado el fuego.
En mayo, después de haberse curado de las quemaduras, Watkins decidió testificar contra Manson. Su decisión fue ocasionada por una amenaza emitida por el líder a través de sus seguidores: "Charlie dice que cuando salga, será mejor que no estés en el desierto."

## Importancia del testimonio
Watkins testificó contra Manson en octubre de 1970, unos meses después del juicio en el que Manson fue declarado culpable de los asesinatos. El testimonio de Watkins y de otro desertor masculino del grupo ilustró la evolución de la idea de Manson sobre el Helter Skelter desde una visión imprecisa a una inspiración para el crimen. Los detalles proporcionados por Watkins permitieron entender la participación de Manson, por así decir decir, en la guerra que los asesinatos pretendían provocar. Se comprendió mejor la idea de Manson de que solo él y la Familia sobrevivirían y presidirían sobre los negros, cuya antipatía hacia los blancos los habría hecho exterminarlos en una violenta guerra apocalíptica. Tras ella, Charles Manson, un antiguo delincuente juvenil y expresidiario, originario de Cincinnati, Ohio, gobernaría el nuevo mundo.

## Vida posterior
Watkins se convirtió más tarde en el fundador y primer presidente de la Cámara de comercio del Valle de la Muerte. Además, dio conferencias sobre psicología de las sectas y los efectos del abuso de sustancias.
Watkins apareció en la película documental de 1973 Manson (como él mismo). La película incluye música compuesta e interpretada por él y su amigo Brooks Poston, el otro desertor del grupo que testificó contra Manson. Durante un tiempo Watkins y Poston tocaron música juntos en clubes nocturnos en el área del Condado de Inyo, la zona donde se ubicaban los ranchos del desierto a los que Watkins llegara con Manson.

### Entrevista en la CNN
En 1989, después de haber sido diagnosticado con cáncer, Watkins apareció en el programa de la CNN Larry King Live. El segmento fue organizado por Maureen Reagan. Durante la entrevista, una mujer que se identificó como "Jenny," llamó y conversó telefónicamente con Watkins y Reagan. Jenny dijo que había empezado a vivir con la Familia "aproximadamente seis meses después de los asesinatos." Watkins la reconoció y cuestionó la dirección de sus comentarios ("Me refiero a dónde vamos con todo esto?"). En Mi vida con Charles Manson, el libro publicado en 1979 por Watkins junto a Guillermo Soledad, había hablado de "Ginny". Era una chica nueva que se incorporó a la Familia alrededor de febrero de 1970, y con quien, a sugerencia de la miembro Squeaky Fromme, conspiró para suministrar una fuerte dosis de LSD al miembro Bruce Davis, durante el juicio de éste por robo de coches. Esta actividad conspiratoria habría tenido lugar antes de la decisión de Watkins de testificar contra Manson.

### Muerte
Watkins murió en 1990, de leucemia. Era entonces el alcalde no oficial de Tecopa, un pequeño pueblo del Valle de la Muerte, donde vivía con su segunda esposa y sus dos hijas, una de las cuales es la escritora Claire Vaye Watkins (1984-  ).